# Oberonia maboroensis
Oberonia maboroensis är en orkidéart som beskrevs av Rudolf Schlechter. Oberonia maboroensis ingår i släktet Oberonia och familjen orkidéer. Inga underarter finns listade i Catalogue of Life.